# Arrival (песня)
Эта статья о песне ABBA 1976 года; об одноимённом альбоме см. Arrival.
Композиция «Arrival», имевшая рабочие названия «Fiol», «Ode to Dalecarlia» & «Arrival in Dalecarlia», стала заключительным инструментальным треком с одноимённого альбома шведской группы ABBA.

## История
«Arrival» стала второй и последней инструментальной композицией группы за время её существования, вслед за «Intermezzo No.1» из альбома ABBA (1975).
Как и в случае с «Intermezzo No.1», хоровая композиция, написанная под влиянием шведской народной музыки, была написана Андерссоном и Ульвеусом. Запись прошла 30 августа 1976 года в Стокгольме, Metronome Studio. Кстати, песня стала одной из последних записей, сделанных для одноимённого альбома, до его релиза 11 октября 1976 года. Скорее всего, название альбома дало имя композиции, а не наоборот.

## Кавер-версии

### Версия Майка Олдфилда
В 1980 году Майк Олдфилд записал кавер-версию песни для альбома QE2. Обложка сингла Олдфилда пародирует таковую у альбома ABBA, запечатляя певца в вертолёте Bell 47G.

#### Список композиций
1. «Arrival» — 2:46
2. «Polka» (live, 1980) — 3:34

### Другие кавер-версии и прочее
- Французская певица Мишель Торр исполнила песню с добавлением текста под названием «J’aime».
- Немецкая электро-группа Scooter использовала мелодию «Arrival» в песне «Roll Baby Roll» с альбома 2003 года The Stadium Techno Experience, хотя некоторые аккорды подверглись изменениям.
- Британская рок-группа The Darkness использовала оригинальную композицию ABBA «Arrival» перед началом своих выступлений на концертах.